# Don't Let Me Down
Cet article concerne la chanson des Beatles. Pour la chanson de The Chainsmokers, voir Don't Let Me Down (chanson de The Chainsmokers).
Singles de The Beatles
Hey Jude/Revolution
(1968) The Ballad of John and Yoko/Old Brown Shoe
(1969)
Pistes de Let It Be... Naked
One After 909 I Me Mine
Pistes de Past Masters
Get Back The Ballad of John and Yoko
Don't Let Me Down est une chanson des Beatles, entièrement écrite par John Lennon bien que créditée Lennon/McCartney et enregistrée en janvier 1969. La chanson est parue en single le 11 avril de la même année, en face B de Get Back. Lennon compose Don't Let Me Down à destination de sa compagne Yoko Ono, devenue sa seconde épouse au moment de la publication du single. 
Initialement censée figurer sur l'album Let It Be, la chanson n'est finalement pas retenue par Phil Spector, le producteur de ce disque. Don't Let Me Down paraît toutefois en 2003 sur Let It Be... Naked, une version épurée de l'album original.

## Historique

### Composition
Don't Let Me Down est écrite au cours des sessions du projet Get Back époque où les Beatles commençaient sérieusement à se disloquer. John Lennon notamment prend de plus en plus ses distances avec le groupe, pour passer le plus clair de son temps avec sa compagne Yoko Ono, dans les studios et en dehors. 
Dans le contexte de cette relation fusionnelle, et la consommation de drogues aidant, Lennon versait toujours plus dans la paranoïa. Il adresse donc Don't Let Me Down (« ne me déçois pas » et aussi littéralement « ne me laisse pas tomber ») à Ono, manifestant sa crainte d'être trahi et abandonné. Paul McCartney l'interprète comme « une authentique demande, un appel », avec Lennon disant à Ono : « Cette fois, j'ai vraiment dépassé les limites. Je laisse voir ma fragilité, ne me laisse pas tomber. »
McCartney reconnaît l'entière paternité du texte à John Lennon, même s'il chante avec lui. Inspiré par le style artistique minimaliste de Yoko Ono, Lennon écrit là un texte simple et sans détour, où Ono est présentée en substance comme son premier amour (« I'm in love for the first time... »), qui doit durer pour toujours, et qui n'a pas de passé. Son premier mariage avec Cynthia Powell n'était effectivement pas heureux.

### Enregistrement
Si le travail sur le titre commence dès le 22 janvier 1969 aux studios Apple de Savile Row, Don't Let Me Down est véritablement enregistrée le 28 janvier suivant. Malgré les dissensions entre les membres du groupe, cette session se révèle plutôt productive puisque Get Back, le titre de Paul McCartney, est également mis en boîte. Déjà, le résultat de ces deux enregistrements est probant pour une parution en single. Les Beatles sont accompagnés du jeune pianiste Billy Preston, ami de George Harrison et invité par celui-ci pour sortir le groupe de la torpeur et l'ambiance délétère qui l'accablent, tout au long des sessions du « projet Get Back ». 

Le regain de motivation du groupe, et notamment cette session particulièrement productive, sont souvent mis au crédit de la présence de Preston. George Harrison explique à ce propos que les « vibrations dans le studio se sont améliorées de 100 % », et il compare la présence de Preston à celle d'Eric Clapton lors des sessions de l'album blanc. Ringo Starr tempère : 

« Je ne crois pas qu'on se soit mieux conduits à cause de Billy Preston. Je crois qu'on travaillait sur un bon titre, et c'est une chose qui nous motivait toujours. Sa collaboration y contribuait également [...] Get Back était un bon titre. Je me suis dit : « C'est un titre qui va nous donner un coup de pied au cul. Comme Don't Let Me Down. » »

Deux jours plus tard, les Beatles jouent deux fois Don't Let Me Down lors du « concert privé » du 30 janvier, donné sur le toit de l'immeuble d'Apple Records. Une partie de ce concert est visible à la fin du film Let It Be ; on peut notamment s'apercevoir que John Lennon oublie, ou change volontairement quelques paroles de la chanson, échangeant des sourires complices avec Paul McCartney et faisant rire Ringo Starr. Ce concert se passe donc dans la bonne humeur générale, en parfait contraste avec la tension qui régnait au sein du groupe à cette époque. 
En février, la date exacte est inconnue, la piste sur laquelle McCartney fait les harmonies vocales est effacée de la bande du 28 janvier pour réenregistrer sa voix et celle de Lennon, afin de corriger des imperfections dans la prestation de ce dernier. La chanson est ensuite remixée par Glyn Johns le 7 avril suivant. On retrouve ainsi John Lennon au chant et à la guitare rythmique ; Paul McCartney pour les chœurs et à la basse ; George Harrison en guitariste soliste ; Ringo Starr à la batterie ; et enfin Billy Preston au piano électrique.

### Parution et reprises
Don't Let Me Down est publiée en face B de Get Back le 11 avril 1969. Dans l'esprit du « projet Get Back », qui devait voir les Beatles revenir aux sources et jouer dans les conditions du live, sans overdubs, le single est présenté par Apple Records comme « The Beatles as nature intended » (les Beatles tels que la nature les a voulus). De tout ce qui a été enregistré par le groupe en janvier 1969, seules ces deux chansons sont publiées cette année-là. Le reste devra attendre près d'un an; jusqu'en mars 1970 pour le single Let It Be et en mai pour l'album homonyme. 
Ce 45 tour est officiellement crédité « The Beatles with Billy Preston », ce que ce dernier qualifie de « grand honneur ». Il s'agit de la seule et unique fois où le nom d'un musicien extérieur est inscrit sur un disque des Beatles. Cependant, les deux titres ne sont crédités d'aucun producteur, en cause les rôles confus de George Martin et Glyn Johns. En effet, si Johns était en principe assistant de Martin, il a officié dans les faits comme producteur à de nombreuses reprises. En l'absence de clarification sur les rôles joués par l'un et par l'autre, on renonce à mentionner le producteur. 
Le single, publié le 11 avril 1969 au Royaume-Uni et le 5 mai aux États-Unis, est un énorme succès mondial, N°1 des deux côtés de l'Atlantique et vendu à des millions d'exemplaires. Le titre à l'honneur est Get Back.  
En mars 1970, lorsque Phil Spector se voit confier les rênes du prochain disque Let It Be, il décide d'écarter Don't Let Me Down de la liste des chansons. Celle-ci fait toutefois son retour en 2003 sur Let It Be... Naked, une version de l'album épurée du travail de Spector grâce à l'intervention de Paul McCartney. Cette version inédite de la chanson a été enregistrée lors du concert sur le toit d'Apple où le groupe l'a interprétée à deux reprises. C'est un montage des deux prestations car Lennon a fait des erreurs dans les paroles lors de chaque tentatives mais heureusement à des endroits différents.
Hormis ses parutions en single et sur Let It Be... Naked, Don't Let Me Down est présente sur les compilations Hey Jude, The Beatles 1967-1970, Past Masters et sur la bande-son du documentaire Imagine: John Lennon.

## Personnel
- John Lennon – chant, guitare rythmique
- Paul McCartney – basse, harmonie vocale, chœurs
- George Harrison – guitare solo, chœurs
- Ringo Starr – batterie

## Musicien additionnel
- Billy Preston – piano électrique

Personnel par Ian MacDonald
Aucun crédit officiel du producteur n'a été inclus pour la sortie du single en raison « des rôles confus de George Martin et Glyn Johns ». Cependant, selon les notes de pochette de la compilation The Beatles 1967-1970, ce serait Martin qui serait le producteur de la chanson.

## Reprises
Don't Let Me Down a notamment été reprise par : 
- Dillard & Clark en 1969, sur l'album Through the Morning Through the Night ;
- Phoebe Snow en 1977, sur son album It Looks Like Snow ;
- The Pretenders, en concert en 1987 lors du Get Close Tour ;
- Les Innocents l'ont enregistré pour l'émission de télévision Story of the Beatles sur FR3 (1990) ;
- Annie Lennox, en version live en 1992 sur le single Cold ;
- Stereophonics, sur la bande son du film Sam, je suis Sam ;
- Paul Weller sur son album  Fly on the Wall ;
- Le groupe Zwan de Billy Corgan l'a repris plusieurs fois en 2002 et 2003 ;
- Garbage au Parlement écossais à Édimbourg ;
- Maroon 5 lors d'un concert de charité au profit des victimes de l'ouragan Katrina ;
- Elbow avec I Am Kloot ;
- Daryl Hall et John Oates en concert ;
- Emma Daumas à la télévision sur Direct 8 ;
- Marcia Griffiths en version reggae ;
- The Aggrolites en version reggae.
- Gramatik - 2012 - Gramatik Vs. The Beatles